# Antichità Altoadriatiche
Antichità Altoadriatiche nennt sich eine seit 1972 in Udine und Triest erscheinende italienische historische Fachzeitschrift, die sich mit der Geschichte der oberen oder nördlichen Adria befasst. Herausgegeben wird die anfangs vierteljährlich, seither halbjährlich erscheinende Zeitschrift vom Centro di antichità altoadriatiche (Aquileia).